# آلبرتو فررو
آلبرتو فررو (اسپانیایی: Alberto Ferrero‎؛ زادهٔ ۱۵ نوامبر ۱۹۴۴) بازیکن فوتبال اهل اروگوئه است.

## باشگاهی
از باشگاه‌هایی که در آن بازی کرده‌است می‌توان به باشگاه فوتبال پنیارول، اشاره کرد.